# Diplectrum conceptione
Diplectrum conceptione är en fiskart som först beskrevs av Achille Valenciennes 1828.  Diplectrum conceptione ingår i släktet Diplectrum och familjen havsabborrfiskar. IUCN kategoriserar arten globalt som livskraftig. Inga underarter finns listade i Catalogue of Life.